# Ring (浪川大輔のアルバム)
『Ring』（リング）は、浪川大輔の3枚目のミニアルバム。2013年2月13日にKiramuneから発売された。

## 概要
前作『ROOTERS』から約1年7ヶ月ぶりのリリースであり、2013年2作目の作品。
前作同様、豪華盤（LACA-35123）、通常盤（LACA-15123）の2種リリースであり、前者にはアルバムリード曲の「Hand in Hand」のPV、メイキング映像、'ジョイントライブ Versus' -Namikawa edition- 2012.9.2 YOKOHAMA BLITZのダイジェスト映像、トレーラーが収録されたDVDが同梱されている。また、初回生産分特典としてメッセージカードが封入された。
浪川の代表曲とも言える1stシングル「UTAO」に加え、新規収録曲5曲を収録した全6曲入り。

## 批評
CDジャーナルは、「センシティブなバラードからダイナミックなロック・ナンバー、そしてアッパーでコミカルなダンス・チューンまで、バラエティに富んだ楽曲を丁寧に歌い上げるハートフルで透明感あふれるハイ・トーン・ヴォーカルが印象深い。」と批評した。
オリコンチャートの登場回数は1週、56位。

## 収録曲
1. Theme of "Ring"
作曲・編曲：宮崎誠
2. Hand in Hand
作詞：Mio Aoyama、作曲・編曲：宮崎誠
3. HEY!!!
作詞・作曲・編曲：Kohei by SIMONSAYZ
4. ジキルとハイド
作詞：Mio Aoyama、作曲・編曲：宮崎誠
5. マボロシ・ファンタジスタ
作詞：只野菜摘、作曲・編曲：山田智和
6. ファンキー☆フィッシング
作詞：小松レナ・Mio Aoyama、作曲・編曲：渡辺徹
7. UTAO
作詞：森月キャス、作曲・編曲：Kohei by SIMONSAYZ

## DVD
豪華盤のみ同梱。
1. Hand in Hand（MUSIC CLIP）
2. digest of 'ジョイントライブ Versus' -Namikawa edition- 2012.9.2 YOKOHAMA BLITZ
3. TRAILER